# Рунгуе (вулкан)
Ру̀нгуе (на суахили и английски Rungwe) е спящ стратовулкан и втори по големина връх в регион Мбея и цяла Южна Танзания. Намира се на 54 km северозападно от езерото Малави, в пресечната точка между източното и западно направление на Източноафриканския рифт. Това са южните високопланинските кратерни земи, които заемат територии по протежение на попадащата в Танзания част от Източноафриканската рифтова долина — зона, в която се срещат Африканската и Сомалийската литосферни плочи. Тяхното бавно раздалечаване е довело до формирането на голям разлом и поредица от планински и вулканични образувания. Тези структури са създадени при масивно подземно повишаване на налягането по време на формирането на разлома.

## Параметри
Предполага се, че вулканът е формиран преди 2,5 милиона години. Съставен е от над 10 купола и експлозивни кратери, в някои от които са образувани атрактивни кратерни езера. Издига се на разстояние 14 km над малкото градче Тукую и на 2956 метра надморска височина. В основата си планината е разположена върху площ от 45 000 ha.

## Геология
На върха има голяма калдера с дължина 4 километра, целостта на която в северозападната ѝ част е нарушена. Хълмистата територия, съставена от лавови отломки и депозити, които са образувани от срутването на кратерния ръб, се разпростира на 20 километра по западните склонове на вулкана и около тях. Трахитната калдера е изпълнена до голяма степен от по-млади куполи и конуси от пемза, обрасли с рядка растителност.
Такива куполи и конуси се наблюдават и по южните и северните склонове на вулкана. Голяма площ по северозападната му страна е покрита от лавови потоци и базалтови конуси. От вулканичните отдушници вътре в калдерата, по югозападните ѝ склонове са изтекли и са се втвърдили по-млади лавови потоци. Наблюдават се вулканични образувания, плод на взривни и ефузивни изригвания през холоцена.
Най-силното взривно изригване на вулкана Рунгуе се е случило приблизително преди около 4000 години, а последното – преди около 1200. Последното изливане на лава е станало преди 300 години.

## Съвременна активност
На 20 декември 2009 година земетресение с магнитуд 6 по скалата на Рихтер разтърсва град Каронга в Малави, на 90 km югоизточно от вулкана. Като резултат са повредени училищни и жилищни сгради, полицейски участъци, здравни центрове и сондажи. Стотици хора остават бездомни и е съобщено за един смъртен случай.
Оттогава се отчита по-слаба или по-силна сеизмична активност в областта около вулкана. В северния район на област Каронга те са минимум 30 и причиняват щети с различна интензивност. Отчетени са най-малко 180 ранени, 4 смъртни случая, а засегнатите са около 145 000 души. Това са най-големите земетресения в района след 1966 годна, когато той е ударен от трус с магнитуд 6,2. По принцип серията земетресения често предхождат вулканични изригвания, но все пак няма доказателства, че те са свързани с активността на Рунгуе.

## Климат
Вулканът Рунгуе попада в зона с два сезона – сух от юли до март и дъждовен. Годишните валежи по южните склонове на вулкана достигат до 3000 mm, което е най-високата стойност за територията на Танзания.

## Води
Вулканът е важна вододайна зона за околните селища от Кюира до Катумба, Тукую и Кандете и всички по-малки населени места около тях. Водите му напояват важната селскостопанска зона Киела.
Всички реки, извиращи от склоновете му се вливат в езерото Малави. Изворите от северните, западните и югозападните склонове се вливат в река Кюира. Това са реките Марогала, Синини, Кипоке, Киласи и Мулагала. От южните склонове изтичат реките Мбака и Сума, които отново се вливат в Кюира, а от изток — Мрамбо и Муатиси, продължаващи през територията на резервата.

## Флора
Вулканът е дом на голямо разнообразие от ендемични гръбначни, безгръбначни и растителни видове. Рунгуе е включен и заобиколен от терени, обявени за горски резерват още през 1949 година, който обхваща 135 km2. Източните му склонове попадат в границите на националния парк Китуло.
Флората се характеризира с тропически планински и високопланински гори и планински пасища, във високите си части – с ниска храстовидна растителност покрай потоците и в покрайнините на горите, а над 2600 m — съвсем открити и пусти местности.
Най-характерните дървесни видове в горския резерват са Aphloia theiformis, Ficalhoa laurifolia, Maesa lanceolata, Trichocladus ellipticus, албиция от вида Albizia gummifera и Bersama abyssinica. В някои части от планината има обширни бамбукови насаждения и чаени плантации.
През последните 15 години във високопланинските земи се наблюдава експанзия от иглолистното дърво Pinus patula от сем. Борови. То расте бързо и заема откритите терени по високите части на планината. Дърветата все още не са пораснали достатъчно и се издигат на 8 до 12 метра височина. Плътната покривка от клони както и натрупаните на дебел пласт борови иглички по земята унищожават ниската растителност под тях. Въпреки че този дървесен вид е ценен като дървен материал и гориво, той заема територии, които са важен хабитат за определени видове и неговата инвазия се приема като негативна.
Пасищата и горите по склоновете на Рунгуе представляват съвременни местообитания на застрашени птици, но земеделските земи се разширяват все повече, особено в отдалечените райони, и унищожават част от тях.
По склоновете на вулкана растат над 530 вида орхидеи.

## Фауна
Фауната по склоновете на вулкана е много разнообразна, а територията му се разглежда като важен птичи ареал, обитаван от три вида уязвими птици – ендемичният бухал Bubo vosseleri, синята лястовица Hirundo atrocaerulea и мухоловката Sheppardia lowei. Тук могат да се срещнат още мишеловите Buteo oreophilus, гълъби от вида Streptopelia lugens, козодоят Caprimulgus poliocephalus, бързолетите Schoutedenapus myoptilus, Apaloderma vittatum от сем. Трогонови, Pogoniulus leucomystax, Lanius marwitzi, Elminia albonotata, Cisticola nigriloris, планинската Andropadus nigriceps, Arizelocichla masukuensis, Andropadus milanjensis, малката пойна птичка Artisornis metopias, жълто планинско коприварче (Chloropeta similis), Pseudoalcippe abyssinica, Zoothera gurneyi, Alethe fuelleborni, Modulatrix stictigula, дроздът Pogonocichla stellata и много други.
Бозайниците са представени от аботов дукер, антилопите бушбок, черно-бял колобус, синя маймуна, леопард.
Открити са и два нови вида ендемични за района примати – неописаното до момента рунгуе галаго (Galagoides sp. Nov.) от семейство Галагови и високопланински мангабей или кипунджи (Rungwecebus kipunji) от семейство Коткоподобни маймуни. Високопланинските мангабеи по склоновете на вулкана са открити през 2003 година и от тях са наброени по-малко от 1000 екземпляра, обитаващи територия от едва 52 km2. Това е първият новоописан африкански примат от 1984 г. насам. Представлява голяма дневна, дървесна, планинска маймуна, която първоначално е причислена към род Lophocebus. По-късно морфологичните и генетични изследвания на ДНК доказват, че видът е по-тясно свързан с бабуините от рода Papio, отколкото с останалите мангабеи. Родът е изцяло нов и е наречен Rungwecebus, на името на планината, където е открит.

## Население
Вулканът има икономическо и религиозно значение за местните племена уасафуа, уанякюса, уакинга и уандали и носи сериозен туристически потенциал. Планината е място за молитви и според вярванията на племената носи изцеление на болните.

## Туризъм
Планината се посещава от немного туристи, а изкачването до върха се извършва задължително с водачи и отнема около 4-5 часа. Съществуват два главни подхода за достигането му, които преминават през няколко планински зони – през гори да 1500 метра, високопланински гори и поляни, до храстовидната растителност и голите терени на върха. От него се открива обширна гледка към езерото Малави на юг и платото Китуло на изток.
Най-лесният път за изкачване с кола е от северната страна между Изонголе и Ндала и преминава покрай кратера Шиуага. По-трудно е изкачването откъм западната страна, като началото на маршрута е село Рунгуа. Най-благоприятното време за такова пътуване е през септември или октомври, когато има по-малка вероятност за валежи.